# 納帕季夫卡 (拉諾夫齊區)
49°53′7″N 26°2′0″E / 49.88528°N 26.03333°E
納帕季夫卡（烏克蘭語：Нападівка），是烏克蘭的村落，位於該國西部捷爾諾波爾州，由克列梅涅茨區負責管轄，始建於1470年，面積3.63平方公里，2024年 （页面存档备份，存于）人口1,046，人口密度每平方公里310.5人。